# العلاقات الأوغندية الإريترية
العلاقات الأوغندية الإريترية هي العلاقات الثنائية التي تجمع بين أوغندا وإريتريا.

## مقارنة بين البلدين
هذه مقارنة عامة ومرجعية للدولتين:
| وجه المقارنة                                              | أوغندا                        | إريتريا                                      |
| --------------------------------------------------------- | ----------------------------- | -------------------------------------------- |
| المساحة (كم2)                                             | 241.04 ألف                    | 117.60 ألف                                   |
| عدد السكان (نسمة)                                         | 42.86 مليون                   | 6.33 مليون                                   |
| الكثافة السكانية (ن./كم²)                                 | 177.81                        | 53.83                                        |
| العاصمة                                                   | كامبالا                       | أسمرة                                        |
| اللغة الرسمية                                             | لغة إنجليزية، اللغة السواحلية | اللغة التغرينية، اللغة العربية، لغة إنجليزية |
| العملة                                                    | شيلينغ أوغندي                 | ناكفا                                        |
| الناتج المحلي الإجمالي (بليون دولار)                      | 25.89 مليار                   | 2.61 مليار                                   |
| الناتج المحلي الإجمالي (تعادل القوة الشرائية) بليون دولار | 72.25 مليار                   |                                              |
| الناتج المحلي الإجمالي الاسمي للفرد دولار أمريكي          | 705                           |                                              |
| الناتج المحلي الإجمالي للفرد دولار أمريكي                 | 1.77 ألف                      |                                              |
| مؤشر التنمية البشرية                                      | 0.483                         | 0.391                                        |
| رمز المكالمات الدولي                                      | +256                          | +291                                         |
| رمز الإنترنت                                              | .ug                           | .er                                          |
| المنطقة الزمنية                                           | ت ع م+03:00                   | ت ع م+03:00                                  |

## منظمات دولية مشتركة
يشترك البلدان في عضوية مجموعة من المنظمات الدولية، منها:
| علم المنظمة | اسم المنظمة                                 | تاريخ انضمام أوغندا | تاريخ انضمام إريتريا |
| ----------- | ------------------------------------------- | ------------------- | -------------------- |
|             | مؤسسة التمويل الدولية                       | 27 سبتمبر 1963      | 11 أكتوبر 1995       |
|             | منظمة حظر الأسلحة الكيميائية                | ?                   | ?                    |
|             | البنك الإفريقي للتنمية                      | ?                   | ?                    |
|             | يونسكو                                      | 9 نوفمبر 1962       | 2 سبتمبر 1993        |
|             | الأمم المتحدة                               | 25 أكتوبر 1962      | 28 مايو 1993         |
|             | الاتحاد الدولي للاتصالات                    | 8 مارس 1963         | 6 أغسطس 1993         |
|             | منظمة الشرطة الجنائية الدولية               | ?                   | ?                    |
|             | البنك الدولي للإنشاء والتعمير               | 27 سبتمبر 1963      | 6 يوليو 1994         |
|             | الاتحاد البريدي العالمي                     | ?                   | ?                    |
|             | مؤسسة التنمية الدولية                       | 27 سبتمبر 1963      | 6 يوليو 1994         |
|             | الاتحاد الأفريقي                            | ?                   | ?                    |
|             | وكالة ضمان الاستثمار متعدد الأطراف          | 10 يونيو 1992       | 10 سبتمبر 1996       |
|             | مجموعة دول أفريقيا والكاريبي والمحيط الهادئ | ?                   | ?                    |

## وصلات خارجية
- موقع وزارة الخارجية الأوغندية